# William Lawrie Welsh

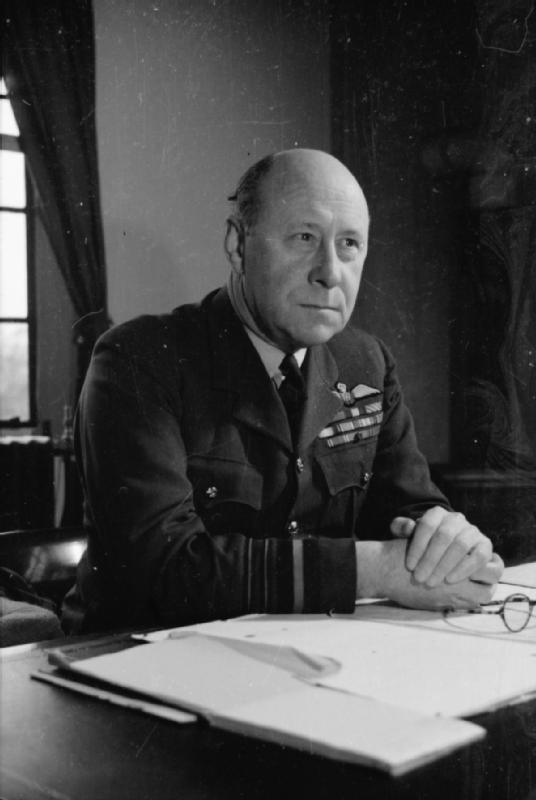
William Lawrie Welsh

Sir William Lawrie Welsh (* 10. Februar 1891; † 2. Januar 1962) war ein britischer Flugpionier des Royal Naval Air Service im Ersten Weltkrieg und Luftwaffengeneral (Air Marshal) der Royal Air Force im Zweiten Weltkrieg.

## Leben
Er begann seine Karriere in der britischen Handelsmarine und trat 1910 in die Royal Naval Reserve ein. Zu Beginn des Ersten Weltkrieges 1914 wurde er Pilot beim Royal Naval Air Service. Welsh startete am 6. August 1915 mit einem Wasserflugzeug Sopwith Schneider vom Deck eines mit einer Geschwindigkeit von 18 Knoten fahrenden Schiffes, der Campania. An das Flugzeug waren zum Zwecke des Versuchs Räder montiert worden. Welsh wiederholte den Versuch am 3. November. Dabei lief die Campania mit voller Kraft. Ende desselben Jahres stellten die Briten die Ark Royal, ein zum Flugzeugträger umgebautes Handelsschiff, in Dienst.
Bei einem Flug sechs Meilen nordöstlich vor Dünkirchen mit dem Sopwith Baby Wasserflugzeug Nr. 8171 wurde Welsh am 23. April 1917 abgeschossen, wobei er selbst unverletzt blieb. Nach dem Ende des Krieges kam Welsh zur neu formierten Royal Air Force und setzte dort seine Karriere fort. Von 1919 bis 1922 war er als Major in Ägypten und Palästina stationiert. 1924 bekam er das Kommando über die Fliegerstaffel der Eagle.
Zu Beginn des Zweiten Weltkriegs war er Führungsoffizier an einer britischen Fliegerschule. Eine seiner wichtigsten Aufgaben war im November 1942 die Leitung der Luftangriffe auf feindliche Stellungen während der Operation Torch.
Nach seiner Ernennung zum Luftwaffengeneral (Air Marshal) war William Lawrie Welsh für den Generalstabschef der Royal Air Force Mitglied des im Januar 1942 neu gegründeten Combined Chiefs of Staff in Washington, D.C.
1941 wurde er als Knight Commander des Order of the Bath geadelt.
Welsh beendete seine Karriere am 1. Dezember 1944 und blieb in den USA, wo er 1947 die Witwe des verstorbenen US-Senators Warren Barbour heiratete. Er verstarb am 2. Januar 1962.